# Puszcza Knyszyńska
Puszcza Knyszyńska of Landschapspark Puszcza Knyszyńska (Pools: Park Krajobrazowy Puszczy Knyszyńskiej) is een Natura 2000-gebied gelegen in het Poolse woiwodschap Podlachië en heeft een oppervlakte van 744,47 km². Het gebied werd tot beschermd landschap benoemd op 24 mei 1988.

## Biotoop
Het bos bestaat grotendeels uit dennen- en fijnsparrenbestanden en gemengde bossen die door kleine rivieren doorkruist worden. In de rivierdalen bevinden zich ook natte graslanden en elzenbronbossen. De bomen in Puszcza Knyszyńska zijn gemiddeld tussen de 50 en 60 jaar oud. Er zijn echter ook bestanden die ouders zijn dan 100 jaar, maar deze beslaan slechts 1% van het totale bosoppervlak.

## Flora en fauna
Puszcza Knyszyńska is een belangrijk toevluchtsoord voor zoogdieren als de wolf (Canis lupus), Euraziatische lynx (Lynx lynx) en de in 1973 geherintroduceerde wisent (Bison bonasus). Tot de bewoners van het Puszcza Knyszyńska behoren ook vogelsoorten als hazelhoen (Tetrastes bonasia), schreeuwarend (Clanga pomarina), kwartelkoning (Crex crex), ruigpootuil (Aegolius funereus), drieteenspecht (Picoides tridactylus) en witrugspecht (Dendrocopos leucotos) en kleine vliegenvanger (Ficedula parva).

## Overig
In het dorpje Sokołda ligt een arboretum van 26 ha waartussen enkele monumentale eiken staan.

## Galerij

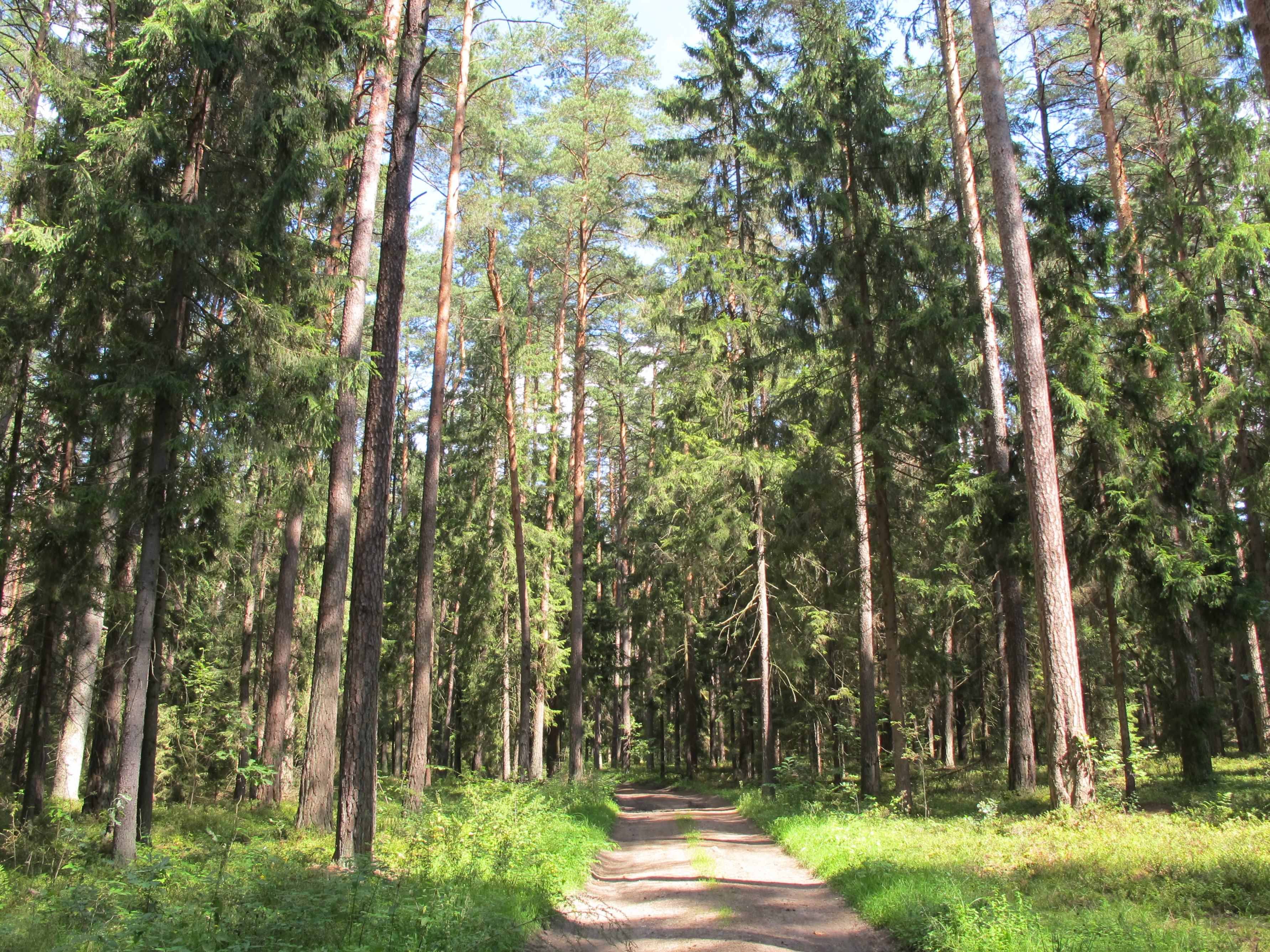
In het reservaat Wielki Las, onderdeel van Puszcza Knyszyńska.
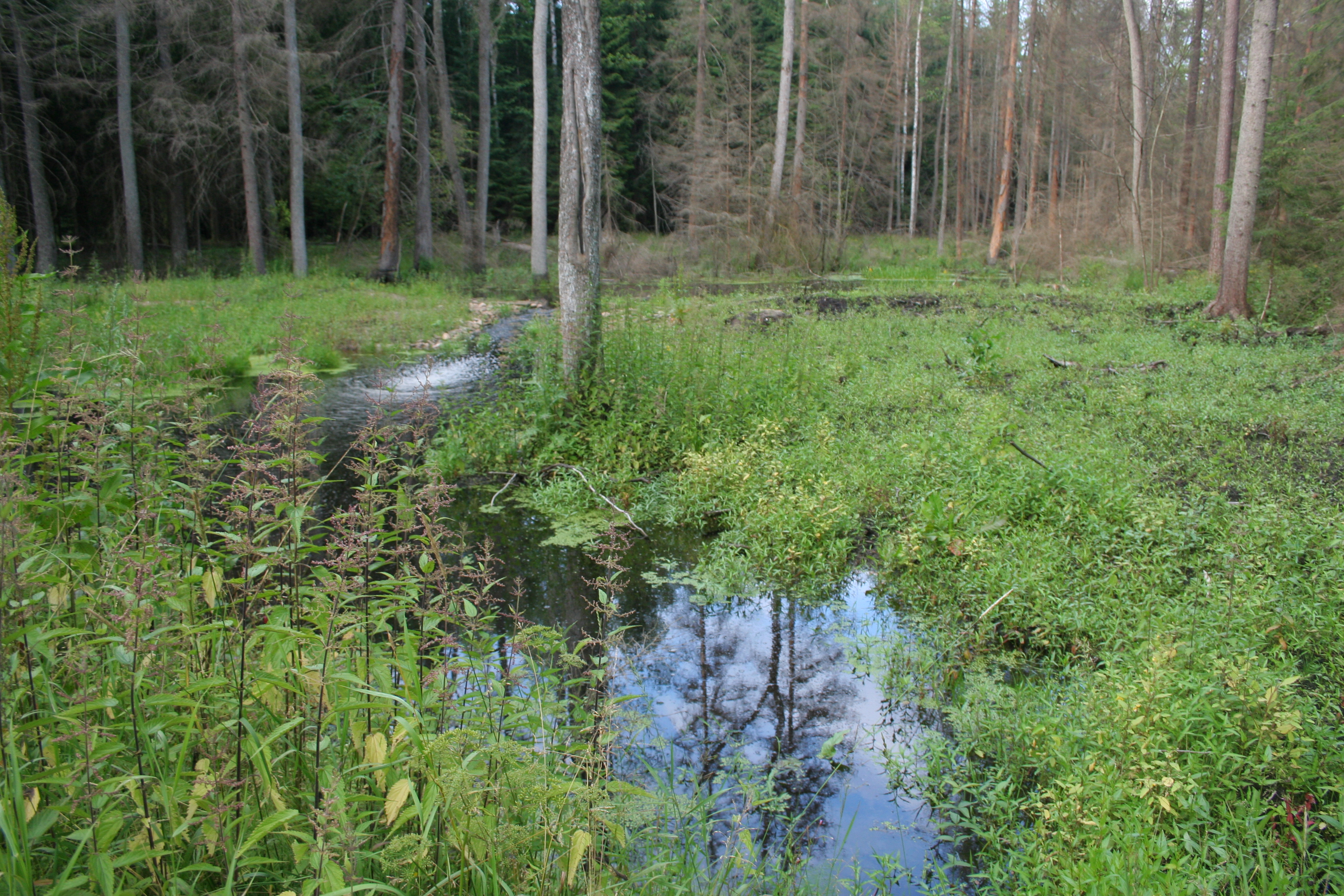
In het reservaat Góra Pieszczana, onderdeel van Puszcza Knyszyńska.
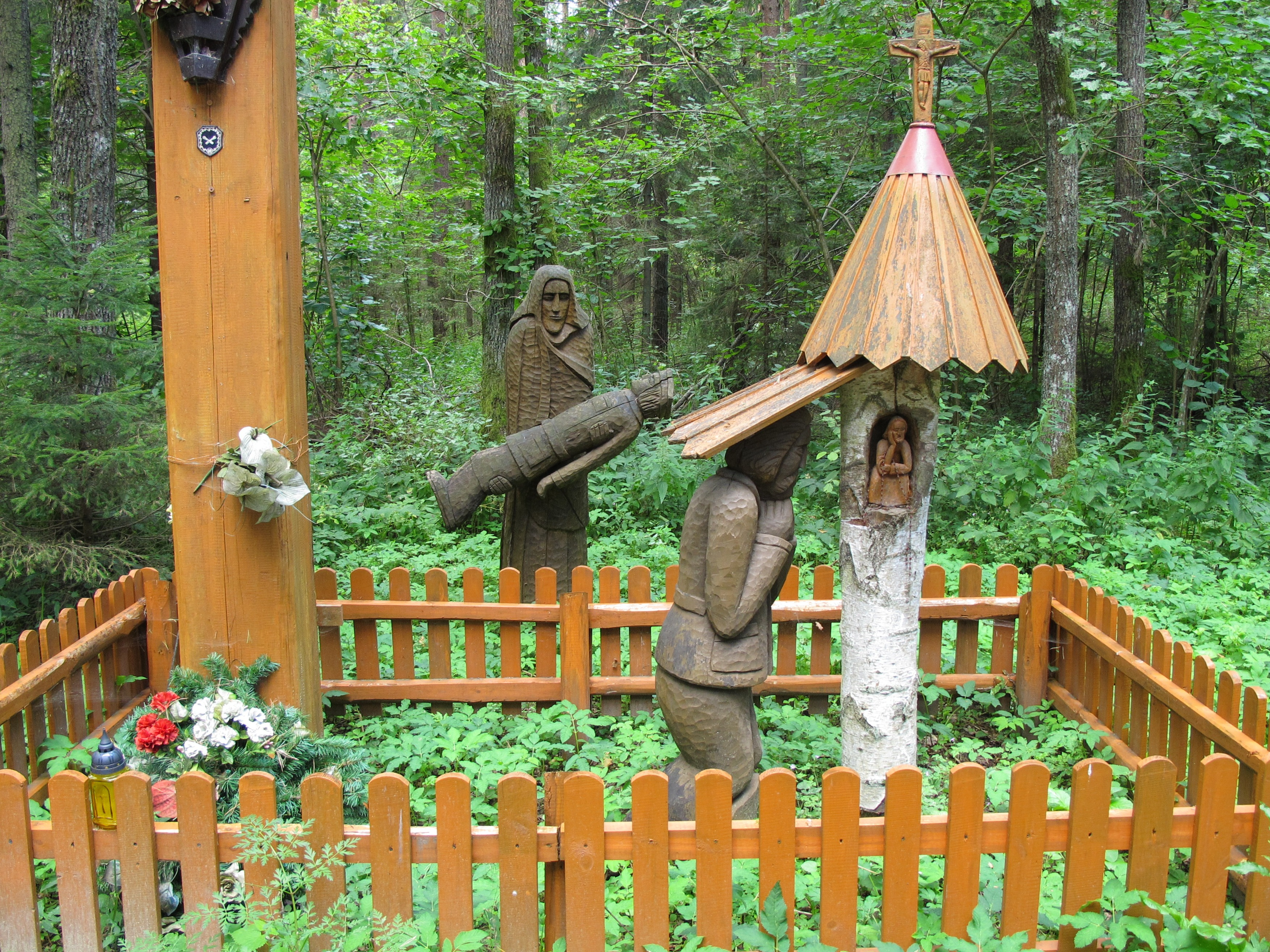
Ornamenten in het bos.
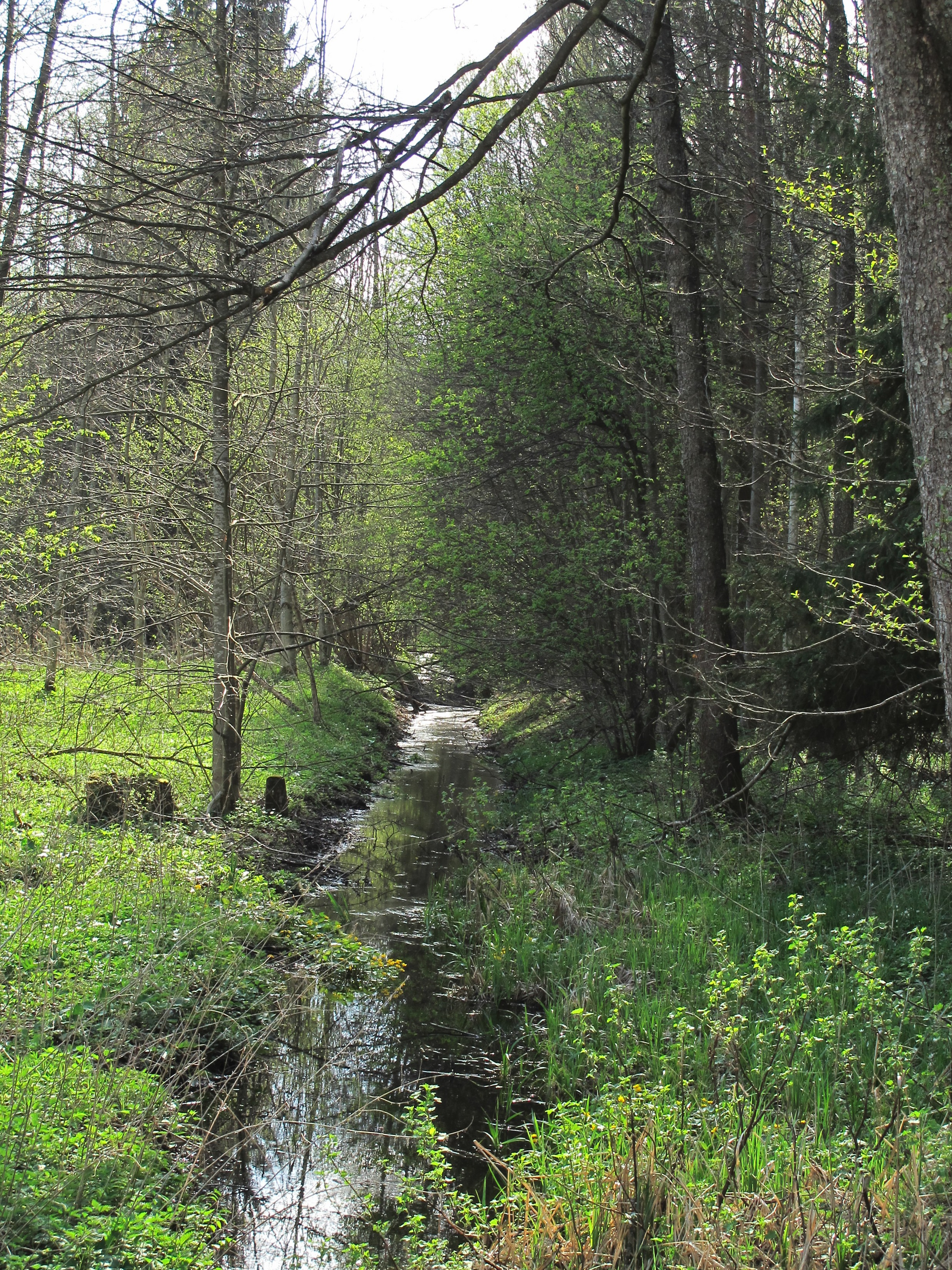
Greppel in het bos.
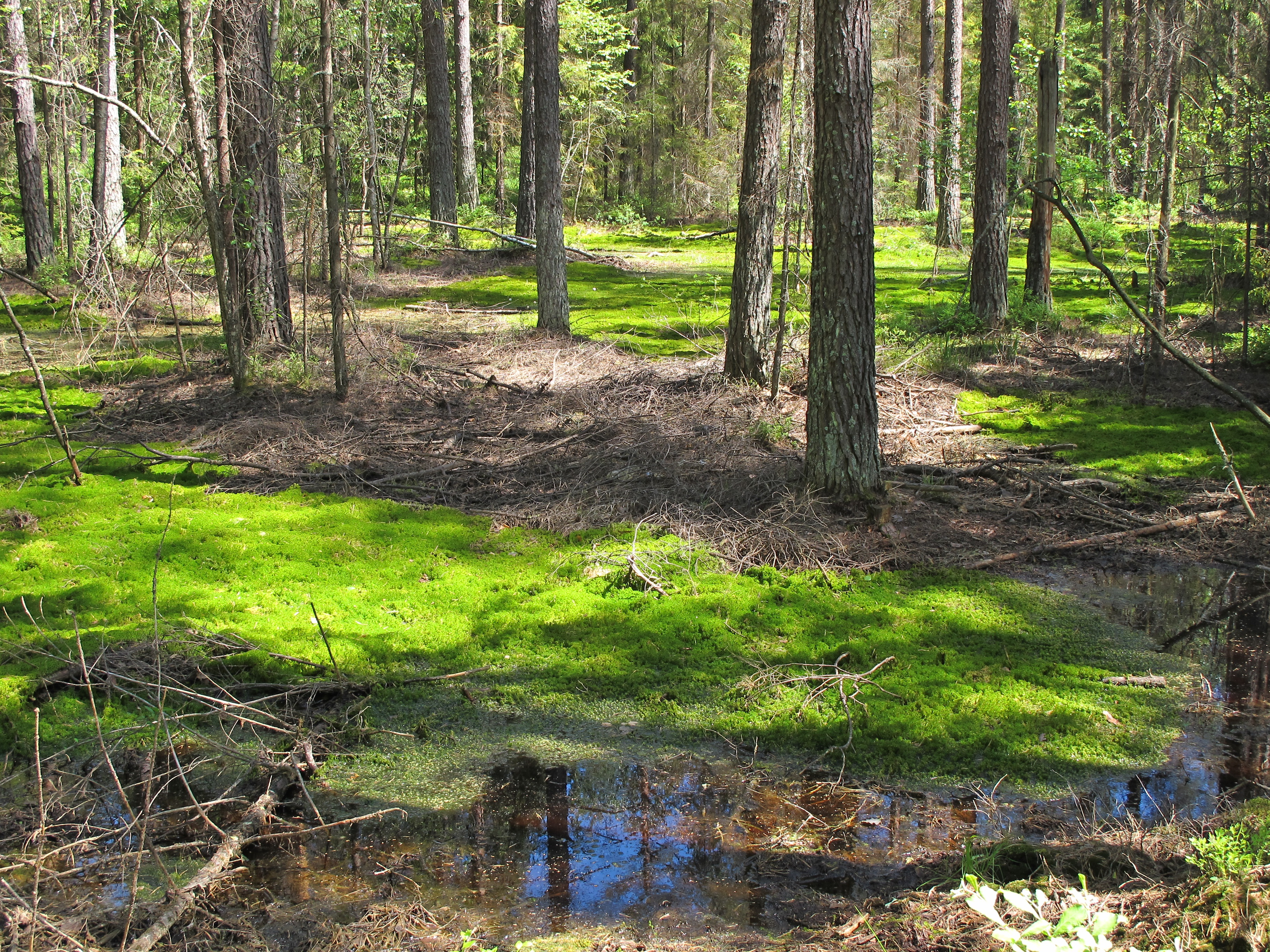
Boreaal bostype met natte bodem en goed ontwikkeld mostapijt.